# Mystkowice (gromada)
Mystkowice (od 29 II 1956 Bocheń) – dawna gromada, czyli najmniejsza jednostka podziału terytorialnego Polskiej Rzeczypospolitej Ludowej w latach 1954–1972.
Gromady, z gromadzkimi radami narodowymi (GRN) jako organami władzy najniższego stopnia na wsi, funkcjonowały od reformy reorganizującej administrację wiejską przeprowadzonej jesienią 1954 do momentu ich zniesienia z dniem 1 stycznia 1973, tym samym wypierając organizację gminną w latach 1954–1972.
Gromadę Mystkowice siedzibą GRN w Mystkowicach utworzono – jako jedną z 8759 gromad na obszarze Polski – w powiecie łowickim w woj. łódzkim, na mocy uchwały nr 33/54 WRN w Łodzi z dnia 4 października 1954. W skład jednostki weszły obszary dotychczasowych gromad Bocheń, Mystkowice, Ostrów i Guźnia ze zniesionej gminy Jamno oraz obszar dotychczasowej gromady Świące ze zniesionej gminy Zduny w tymże powiecie. Dla gromady ustalono 13 członków gromadzkiej rady narodowej.
29 lutego 1956 gromadę zniesiono w związku z przeniesieniem siedziby GRN z Mystkowic do Bochenia i zmianą nazwy jednostki na gromada Bocheń.